# Cristalina (kommun)
Cristalina är en kommun i Brasilien.   Den ligger i delstaten Goiás, i den sydöstra delen av landet, 120 km söder om huvudstaden Brasília. Antalet invånare är 46 568.
Följande samhällen finns i Cristalina:
- Cristalina

Omgivningarna runt Cristalina är huvudsakligen savann. Runt Cristalina är det mycket glesbefolkat, med 7 invånare per kvadratkilometer.